# Julian Pulikowski (muzykolog)
Julian Pulikowski (ur. 24 maja 1908 w Zgorzelcu, zm. 14 września 1944 w Warszawie) – polski muzykolog, założyciel Centralnego Archiwum Fonograficznego.

## Życiorys
Syn Romana Junoszy Pulikowskiego i Zofii z Siemianowskich. W latach 1926–1930 studiował muzykologię w Wiedniu. Uczęszczał również na wykłady z historii sztuki, psychologii i filozofii. W latach 1929–1930 pracował jako wolontariusz w dziale muzycznym Austriackiej Biblioteki Narodowej. Odkrył tam pieśni ludowe z polskim tekstem, zapisane podczas pierwszej ogólnoaustriackiej akcji zbierania folkloru w 1819. Od kwietnia do lipca 1932 pracował w Bibliotece Państwowej w Berlinie w celu pogłębienia badań nad pieśnią ludową. W 1932 uzyskał tytuł doktora na Uniwersytecie Wiedeńskim na podstawie pracy Geschichte des Begriffs Volkslied im musikalischen Schrifttum. Ein Stück deutscher Geistesgeschichte, opublikowanej w 1933. Od października 1932 do maja 1933 pracował naukowo w Laboratorium Fonetycznym Uniwersytetu w Hamburgu. 
Pulikowski przyjechał do Polski w marcu 1934. Na decyzję wyjazdu z Niemiec wpłynęła przynależność Pulikowskiego do socjaldemokratycznego ruchu Vorwärts. Polskie obywatelstwo otrzymał 30 maja 1934. Na początku lipca 1933 rozpoczął pracę w Bibliotece Narodowej jako kierownik Działu Muzycznego. Od lipca 1933 brał udział w dyskusjach dotyczących powstania Instytutu Badania Pieśni Ludowych w Warszawie. Zaowocowały one powstaniem Centralnego Archiwum Fonograficznego. Najwięcej czasu poświęcał tam organizowaniu akcji zbierania polskich pieśni ludowych. Wypożyczał współpracownikom Centralnego Archiwum Fonograficznego, działaczom ludowym oraz studentom fonografy. W ten sposób zebrano 12 tys. nagrań. Był członkiem Towarzystwa Wydawniczego Muzyki Polskiej, gdzie od 1935 pełnił role zastępcy członka zarządu. Jesienią 1934 zaczął wykładać teorię muzyki, muzykologię porównawczą oraz paleografię muzyczną w Konserwatorium Muzycznym w Warszawie. W 1935 otrzymał venia legendi na Wydziale Humanistycznym UW. Habilitował się rok później u prof. Adolfa Chybińskiego pracą Historia pieśni ludowej w piśmiennictwie. Pulikowski planował także utworzenie na Uniwersytecie Warszawskim Instytutu Muzykologii. Udało się to w roku akademickim 1938/1939.
W 1940 podjął starania u władz okupacyjnych o uruchomienie w PWSM średniej szkoły muzycznej. Podczas okupacji niemieckiej pracował w Staatsbibliothek Warschau jako kierownik działu muzycznego, współpracując z niemieckim kierownictwem. Próbował zabezpieczyć zbiory biblioteki. Będąc świadomym planów zastosowania przez Niemców taktyki "spalonej ziemi" podczas odwrotu, w czerwcu 194, ukrył zbiory w piwnicy budynku przy ulicy Okólnik, jednak Brandkommando w listopadzie 1944 znalazło skrytkę i spaliło jaj zawartość.
Został zastrzelony 14 września 1944 w czasie powstania warszawskiego, podczas pomagania w kopaniu rowów strzeleckich na Żoliborzu. Jego ostatnim znanym adresem zamieszkania jest ul. Sierpecka 6 w Warszawie.

## Publikacje
(opracowano na podstawie materiału źródłowego)

### Książki
- Geschichte des Begriffs Volkslied im musikalischen Schrifttum. Ein Stück deutscher Geistesgeschichte, Heidelberg 1933

### Artykuły
- Sześć polskich pieśni ludowych z roku 1819, "Kwartalnik Muzyczny" 1933 z. 17/18
- Zwei siebenbürgische Tänze aus dem Jahre 1613, "Siebenbürgische Vierteljahrsschrift" 1933 t. LVII
- Muzykologia – L’art pour l’art?, "Muzyka Polska" 1934 z. 3
- Zagadnienie historii muzyki narodowej, "Życie Sztuki"1935 t. II
- Pieśń ludowa a muzykologia, "Polski Rocznik Muzykologiczny " 1936 t. II
- O przyszłości opery, "Scena Polska" 1936 (tom specjalny)
- Dlaczego zajmujemy się muzyką ludową?, "Gazetka Muzyczna" 1937 nr 5
- Ratujmy pieśń i muzykę ludową, "Tygodnik Ilustrowany" 1937 nr 10
- Organizacja kongresów naukowych, "Organon" 1938 t. II
- Organizacja opery za granicą, "Przegląd Współczesny" LXI, 1938 nr 190